# Co se nestalo
Co se nestalo je druhá epizoda první řady animovaného seriálu Star Trek. Premiéra epizody v USA proběhla 15. září 1973, v České republice 12. října 1997.

## Návaznost
V epizodě se opět objevuje Strážce se kterým se posádka setkala v předchozím seriálu Star Trek v epizodě Město na pokraji věčnosti. Jde o kamenný kruh, který promítá minulost do níž je možné cestovat průchodem skrze kruh. Každý počin v minulosti však má následky na přítomnost a budoucnost. Zvláštností je, že v původním seriálu museli cestovatelé vyčkat na správný moment a i tak bylo složité se trefit do určité doby a místa, zatímco v této epizodě jednoduše Strážce poprosí o konkrétní místo a čas.
Z pohledu Kánonu Star Treku epizoda přinesla pohled na mladého Spocka, který je vyprovokován k emotivní reakci od svých vrstevníků a následně mu Sarek vysvětluje, že se bude brzo muset rozhodnou, jestli půjde cestou vulkánskou nebo lidskou. V hraném prostředí oboje zobrazuje například celovečerní film Star Trek (2010).

## Příběh
Píše se hvězdné datum 5373.4. Kapitán James Kirk, první důstojník Spock a ještě jeden člen výsadku prozkoumávají minulost za pomoci Strážce. Když se vrací zpět, nikdo z posádky Enterprise nepoznává pana Spocka a když zjišťují, že prvním důstojníkem je andorián Thelin. Při průzkumu historie palubního počítače bylo zjištěno, že Spock zemřel v 7 letech při výkonu vulkánské zkoušky z dospělosti Kahs-wan.
Spock se tak vydává zpět přes Strážce do minulosti na planetu Vulkán, aby sám sobě pomohl při zkoušce. Vzpomíná si, že kdy on sám zkoušku podstupoval, pomohl mu tehdy vzdálený bratranec Selek a teprve dnes je mu zřejmé, že to byl on sám z budoucnosti.
Na Vulkánu se setkává se Sarekem, jeho ženou Amandou a nakonec i sám sebou v 7 letech. Představuje se jako vzdálený příbuzný na cestě k uctění hrobky předků a Sarek mu nabídne ubytování. Spock je trochu překvapen, když mu Amanda sdělí, že zkouška Kahs-wan se koná až za měsíc a teprve když mladý Spock se v noci vyplíží z domu vzpomíná, že nebezpečí mu nehrozilo při zkoušce, ale že tehdy sám vyrazil jedné noci, aby se přesvědčil, že Sareka nezklame a dokáže, že je právoplatným vulkáncem.
Mladý Spock je při cestě pouští napaden Le Matyou, predátorem podobným kombinaci ještěra a šavlozubého tygra. Pomůže mu jeho domácí mazlíček I Chaya, označovaný mezi lidmi obdobou pozemského psa. Dospělý Spock za použití vulkánského hmatu uspí Le Maytu, ale I Chaya je zraněn jedovatým drápem. Mladý Spock se musí vydat pouští, aby přivedl pomoc pro svého čtyřnohého přítele.
Přivolaný léčitel konstatuje, že nemůže zvířeti nikterak pomoc, pouze ulehčit jeho trápení a uspat jej. Mladý Spock se musí rozhodnout. Nakonec se přikloní k uspání I Chayi a potlačí své emoce, čímž si vybere cestu vulkánskou a začne potlačovat svou lidskou polovinu.
Když se dospělý Spock vrazí Stražcem do přítomnosti, čeká jej kapitán Kirk. Spock hlásí, že vše proběhlo, jak mělo, jen v jeho minulosti I Chaya nezemřel. Nicméně všechno je jak má být. Po transportu na Enterprise oba doktor McCoy vyzývá, že provedl prohlídku celé posádky a oni jsou poslední. Všechny přístroje již přestavil na vulkánskou fyziologii. Když Spock pronese, že nechybělo málo a musel by je přestavovat na andoriány, McCoy podotkne, že vulkánci by neměli mít smysl pro humor.
Na to mu Spock odvětí, že časy se mění.